# Олександрівка (Доманівська селищна громада)
Олекса́ндрівка —  село в Україні, у Доманівській селищній громаді Вознесенського району Миколаївської області. Населення становить 398 осіб. Колишній орган місцевого самоврядування — Володимирівська сільська рада.